# Convair Charger
Die Convair Model 48 Charger (Schlachtross) ist ein zweisitziges, durch zwei Turboprops angetriebenes, leichtes Beobachtungs-, Angriffs- und Transportflugzeug mit Kurzstart- und Landeeigenschaften der Firma Consolidated Vultee Aircraft Corporation, kurz Convair. Es ist zugleich das letzte von dieser Firma entwickelte Flugzeug, da sich Convair nach Auslaufen des Convair-Coronado-Programms und dem Verlust des Auftrages für die Charger anderen Aufgabengebieten zuwandte. Der Prototyp der Charger blieb somit ein Einzelstück.

## Entwicklungsgeschichte
Die Erfahrungen aus dem Korea-Krieg resultierten am 28. Oktober 1963 in einer Ausschreibung des US-Verteidigungsministeriums, wonach ein leichtes, bewaffnetes Aufklärungsflugzeug gesucht wurde, das speziell für Counterinsurgency-Einsätze (COIN) geeignet und von sämtlichen Teilstreitkräften einsetzbar sein sollte. Die zu dieser Zeit existierenden Flugzeugtypen O-1 Bird Dog und O-2 Skymaster – beide aus propellergetriebenen zivilen Flugzeugmustern abgeleitet – waren hierfür ungeeignet.
Stellvertretend übernahm die US Navy die Leitung des Projekts LARA (Light Armed Reconnaissance Aircraft), dessen Spezifikationen wie folgt aussahen:
Es sollte ein zweimotoriges, propellergetriebenes Flugzeug mit zwei Mann Besatzung sein, das bestimmte Kriterien sowohl eines Hubschraubers als auch eines strahlgetriebenen Flugzeugs in sich vereinen sollte. So war eine sehr geringe Spannweite vorgegeben, um von Straßen aus operieren zu können. Bei einer Geschwindigkeit von bis zu 560 km/h, einem extrem belastbaren Flugverhalten (−3 bis +8 g) und einer maximalen Start- und Landestrecke von 250 m sollte es zudem eine Fracht von bis zu 1100 kg mit sich führen können. Diese sollte beispielsweise aus bis zu sechs voll ausgerüsteten Fallschirmjägern oder zwei Krankentragen samt einem Sanitäter bestehen können. Ferner sollte es von Flugzeugträgern aus operieren können.
Die interne Bewaffnung sollte aus vier Maschinengewehren vom Kaliber 7,62 mm mit je 500 Schuss Munition bestehen, und es sollten Außenstationen für Sidewinder-Raketen sowie eine externe Maschinenkanone vom Kaliber 20 mm vorhanden sein.
Unter den insgesamt 9 eingesandten Entwürfen war auch die Convair Charger.
Im August 1964 entschied sich die US-Navy jedoch für sehr ähnlich aussehende Modell NA-300 bzw. Rockwell OV-10 des Firmenkonsortiums North American/Rockwell. Dennoch wurde ein Auftrag für Flugversuche mit der Charger für einige Flüge im Rahmen einer Pilotenerprobung erteilt.

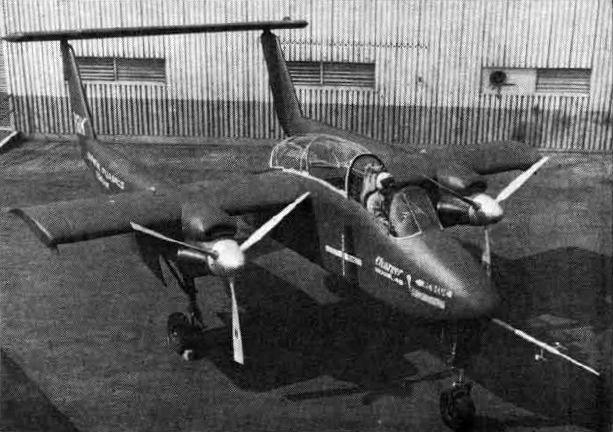
Frontansicht der Convair Charger.

So hatte wenige Monate nach dem Programmstart, am 25. November 1964 der anfangs in Eigeninitiative von Convair gebaute Prototyp seinen Erstflug. Er startete mit Testpilot Johnny Knebel vom Lindbergh Field in San Diego zu einem kurzen Testflug, der jedoch einige Probleme offenbarte. So war die Steuerung und das Flugverhalten infolge der kurzen Tragflächen und des großen Höhenleitwerkes problematisch. Daraufhin wurde die Tragfläche um rund 92 Zentimeter verlängert und deren Enden abgerundet. Eine weitere Unschönheit war die extreme Lautstärke beim Start (vor allem im Cockpit), was an den sehr nah an der Cockpitwand vorbeistreichenden Propellerspitzen lag.
Das endgültige Aus für die Maschine (man hatte immer noch Hoffnung auf die Änderung des Auftrages) kam am 19. Oktober 1965, als der Prototyp infolge mehrerer Pilotenfehler des Navy-Piloten Dave Harden bei der Landung außer Kontrolle geriet und abstürzte. Der Pilot konnte sich mit dem Schleudersitz retten, die Maschine wurde jedoch komplett zerstört. So blieb der Prototyp der Charger ein Einzelstück.

## Aufbau
Die Charger war ein ungewöhnlich aussehendes Flugzeug mit kurzem Rumpf, dafür zwei dicken, hinter den Triebwerken auslaufenden, das Doppel-T-Leitwerk tragenden, Fortsätzen. Die Triebwerke waren eine militärische Version der PT6A-24-Turboprops von Pratt & Whitney. Um die Kurzstart- und Kurzlandeeigenschaften zu gewährleisten, wurden an den Hinterkanten Tragflächen große ausfahrbare Klappen angebracht, die den Luftstrom der Propeller nach unten lenkten. Der Schub der Triebwerke unterstützte so den Auftrieb der Flügel. Damit war die Charger in der Lage, mit 70 m Startstrecke und mit weniger als zehn Metern Landestrecke auszukommen. Das für den Einsatz von Straßen robust ausgelegte Fahrwerk mit Niederdruckreifen und Stoßdämpfern machte diese nicht sehr schonende Landeart möglich. Das auf einfache Bedienung ausgelegte Cockpit verfügte für den Notfall für Pilot und Beobachter über einen Schleudersitz.

## Technische Daten
| Kenngröße                            | Model 48 Charger |
| ------------------------------------ | --- |
| Typ                                  | leichtes Angriffsflugzeug |
| Besatzung                            | 1–2 |
| Spannweite                           | 8,38 m |
| Länge                                | 10,61 m |
| Höhe                                 | 4,14 m |
| Flügelfläche                         | 17,84 m² |
| Flügelstreckung                      | 3,9 |
| Leermasse                            | 2022 kg |
| max. Startmasse                      | 3220 kg |
| Höchstgeschwindigkeit in Meereshöhe  | 510 km/h |
| Startstrecke über ein 15-m-Hindernis | unter 150 m |
| Landestrecke                         | unter 150 m |
| Überführungsreichweite               | 4825 km |
| Einsatzdauer                         | 2 h |
| Triebwerke                           | 2 × Pratt & Whitney Canada YT74-CP-8 mit je 410 kW (557 PS), später 559 kW (760 PS)                                                              |
| Bewaffnung                           | - 552 kg Außenlasten an 5 Aufhängungen einschließlich vier 7,62-mm-MG in Behältern seitlich am Rumpf - oder 900 kg Fracht bzw. bis zu 8 Soldaten |